# دانیل مورلون
دنیل مورلون (به فرانسوی: Daniel Morelon) ورزشکار مرد رشتهٔ دوچرخه‌سواری اهل کشور فرانسه است. وی در بین سال‌های ‎۱۹۶۴ تا ۱۹۷۶ میلادی در مسابقات بازی‌های المپیک تابستانی در مجموع ۵ مدال، شامل ۳ مدال طلا و ۱ نقره و ۱ برنز را کسب کرد.